# Аварийная посадка AS.332 на Северное море
Аварийная посадка AS.332 на Северное море — авиационная авария, произошедшая в четверг 19 января 1995 года. Пассажирский вертолёт Aérospatiale AS.332L Super Puma авиакомпании Bristow Helicopters (BHL) выполнял рейс BHU56C из Абердина на нефтяную платформу Brae Alpha в Северном море, все пассажиры (16 человек) были работниками платформы. Через час после взлёта вертолёт попал в грозу и в него ударила молния. Пилоты смогли посадить потерявший управление вертолёт на Северное море. Через 1 час и 15 минут после приводнения все находившиеся на борту вертолёта 18 человек (16 пассажиров и 2 пилота) были спасены подошедшим кораблём.

## Вертолёт
Aérospatiale AS.332L Super Puma (регистрационный номер G-TIGK, серийный 2044) был выпущен в 1982 году. 15 апреля того же года был передан авиакомпании Bristow Helicopters (BHL), в которой получил имя Cullen. Оснащён двумя турбовинтовыми двигателями Turbomeca Makila 1A1. На день аварии налетал 13 665 часов.

## Экипаж
Экипаж рейса BHU56C состоял из двух пилотов:
- Командир воздушного судна (КВС) — 44-летний Седрик Робертс (англ. Cedric Roberts). Опытный пилот, проработал в авиакомпании Bristow Helicopters[англ.] 20 лет и 6 месяцев (с июля 1974 года). Управлял вертолётами Bell 47, Bell 206, Bell 212, WS-55, S-61N и S-76A. В должности командира AS.332L — с июля 1987 года. Налетал свыше 9610 часов, 4695 из них на AS.332L.
- Второй пилот — 39-летний Лайонел Соул (англ. Lionel Sole). Опытный пилот, проработал в авиакомпании Bristow Helicopters 4 года (с 1990 года). Управлял вертолётами Bell 47 и Bell 206. В должности второго пилота AS.332L — с 1990 года. Налетал 3158 часов, 2593 из них на AS.332L.

## Расследование
Расследование причин приводнения в Северном море проводил Отдел по расследованию авиационных происшествий Великобритании (AAIB)
Окончательный отчёт расследования был опубликован 15 августа 1997 года.

## Культурные аспекты
Приводнение рейса 56C BHL показано в 3 сезоне канадского документального телесериала Расследования авиакатастроф в серии Авария вертолёта.